# Icterus portoricensis
Icterus portoricensis (лат.) — вид воробьиных птиц из семейства трупиаловых.

## Распространение
Эндемики Пуэрто-Рико. Естественной средой обитания являются тропические леса, мангры. Часто обитают на плантациях. Гнездиться стараются на пальмах.

## Описание
Самцы и самки не отличаются размерами и окраской. Взрослые особи чёрные с желтым в нижней части брюшка и в районе плеч. Масса самцов около 41 г, самок — 36,6 г. Средний размах крыльев 96,9 и 92,1 мм, соответственно.

## Биология
Молодое поколение остается со взрослыми особями, формируя семейные группы. Питаются фруктами, насекомыми, ящерицами, орехами и зёрнами.

## Охранный статус
МСОП присвоил виду охранный статус LC.